# Trifenylmethanol
Trifenylmethanol is een aromatisch alcohol met drie fenylgroepen verbonden aan een centraal koolstofatoom. Het is een witte kristallijne vaste stof, die vrijwel niet oplosbaar is in neutraal en basisch water. In zure waterige oplossingen lost de stof wel op. Ze is wel oplosbaar in onder andere ethanol en di-ethylether.

## Synthese
Trifenylmethanol kan bereid worden door een Grignard-reactie van benzofenon en een geschikt Grignard-reagens, zoals fenylmagnesiumbromide (bekomen door de reactie van magnesium met broombenzeen):
Benzofenon kan hier ook vervangen worden door ethylbenzoaat of di-ethylcarbonaat.
Een andere synthesemogelijkheid is de oxidatie van trifenylmethaan.

## Eigenschappen
Trifenylmethanol is een eenvoudig gesubstitueerd derivaat van methanol: de pKa zal dus in de grootte-orde van 16-19 liggen, een standaardwaarde voor alcoholen. Resonantie, en daardoor stabilisatie, van het anion van de geconjugeerde base is niet mogelijk over het sp3-gehybridiseerde centrale koolstofatoom. Stabilisatie door solvatatie van het anion wordt verder bemoeilijkt door de aanwezigheid van de drie grote fenylringen (sterische hindering).
Voor trifenylmethanol als base, acceptor van waterstofionen, ligt de situatie iets anders. Trifenylmethanol is een relatief sterke base ten gevolge van de vorming van het via resonantie gestabiliseerde carbocation dat ontstaat nadat de koolstof-zuurstofbinding verbroken is. In een sterk zure oplossing zal het zuurstofatoom als meest basische plaats in de molecule een waterstofion accepteren. De geprotoneerde vorm van trifenylmethanol verliest dan een molecule water, waarbij het zeer stabiele trifenylmethylcarbokation (ook wel aangeduid als het tritylcarbokation) gevormd wordt. De positieve lading kan prima over de fenylringen verdeeld worden.

## Reacties
Trifenylmethanol gaat reacties aan met anorganische en organische zuurchloriden om zo trifenylmethylchloride te vormen, dat op zijn beurt weer een uitgangstof voor esters van trifenylmethanol is. Verder is het tritylcarbokation een behoorlijk sterk elektrofiel, waardoor reacties met nucleofielen en zelfs aromaten mogelijk wordt.